# Les Leningrad Cowboys rencontrent Moïse
Pour les articles homonymes, voir cowboy.
Pour plus de détails, voir Fiche technique et Distribution.
Les Leningrad Cowboys rencontrent Moïse (Leningrad Cowboys Meet Moses) est un film finlandais réalisé par Aki Kaurismäki, sorti le 22 juin 1994.

## Synopsis
Après leur tournée américaine (cf. Leningrad Cowboys Go America) les Leningrad Cowboys échouent au Mexique qu'ils décident de quitter pour New York. Ils retrouvent leur ancien manager, Vladimir, qui se fait désormais appeler Moïse. Il organise le retour du groupe en Europe via une longue traversée de l'Atlantique. Avant de partir, Moïse attaque la statue de la Liberté dont il vole le nez, ce qui vaut au groupe d'être pourchassé par la CIA. Ayant rejoint l'Europe les Leningrad Cowboys traversent la France, l'Allemagne, etc. s'arrêtant de-ci de-là pour jouer un de leurs fameux morceaux et laisser l'occasion à Vladimir de démontrer qu'il est vraiment Moïse.

## Fiche technique
- Titre : Les Leningrad Cowboys rencontrent Moise
- Titre original : Leningrad Cowboys Meet Moses
- Réalisation : Aki Kaurismäki
- Scénario : Aki Kaurismäki et Mato Valtonen
- Production : Aki Kaurismäki
- Musique : Mauri Sumén
- Photographie : Timo Salminen
- Pays d'origine : Finlande
- Format : Couleurs - 1,85:1 - Dolby Digital - 35 mm
- Genre : Comédie
- Durée : 92 minutes
- Date de sortie : 25 février 1994 (Finlande), 22 juin 1994 (France)

## Distribution
- Twist-Twist Erkinharju : un Leningrad Cowboy
- Ben Granfelt : un Leningrad Cowboy
- Sakke Järvenpää : un Leningrad Cowboy
- Jore Marjaranta : un Leningrad Cowboy
- Ekke Niiva : un Leningrad Cowboy
- Jyri Närvänen : un Leningrad Cowboy
- Pemo Ojala : un Leningrad Cowboy
- Silu Seppälä : un Leningrad Cowboy
- Mauri Sumén : un Leningrad Cowboy
- Mato Valtonen : un Leningrad Cowboy
- Matti Pellonpää : Moïse/Vladimir
- Kari Väänänen : Le muet
- André Wilms : Lazar (l'agent de la CIA)
- Nicky Tesco : Le cousin américain
- Jacques Blanc : Le propriétaire de la salle de Bingo

## Autour du film
Ce film est la suite de Leningrad Cowboys Go America.